# گرگ پینر
گرگ پینر (انگلیسی: Greg Penner) کارآفرین و مدیر ارشد اجرایی آمریکایی است، که اکنون به‌عنوان رئیس هیئت مدیره شرکت وال‌مارت فعالیت می‌نماید.